# Solanum amayanum
Espèce
Solanum amayanum est une espèce de plante herbacée tubéreuse de la famille des Solanaceae, originaire des montagnes du Pérou. Elle est apparentée à la pomme de terre cultivée, mais contrairement à celle-ci, elle est diploïde (2n = 2x = 24).
Cette pomme de terre sauvage, classée dans la série Tuberosa, section Petota du genre Solanum, est proche de l'espèce Solanum medians. Elle est considérée par certains auteurs comme un synonyme de Solanum candolleanum Berthault.
L'épithète spécifique, amayanum, a été choisie par Carlos Ochoa en l'honneur de son assistant, Jesús Amaya Castillo.

## Description
Solanum amayanum est une plante herbacée à port dressé de 30 à 40 (voire 50) cm de haut, aux tiges très pubescentes. Les stolons très longs (1 m et plus) portent à leur extrémité de petits tubercules (2 à 4 cm de long), ronds ou ovoïdes, de couleur blanchâtre. Les feuilles, pubescentes, vert foncé, imparipennées, se distinguent par leur foliole terminale nettement plus grande que les autres.
Les fleurs ont une corolle de type ronde de 3 à 4 cm de diamètre, de couleur violet foncé. Elles sont groupées en inflorescences de type cyme.
Les fruits sont de petites baies d'environ 2 cm de diamètre.

## Répartition et habitat
Cette espèce, endémique du Pérou, a été découverte dans les montagnes andines, dans la province de Tayacaja (département de Huancavelica).
On la trouve entre 3000 et 4000 m d'altitude, sur des pentes et escarpements rocheux, dans les formations de type steppe ou pelouse sèche à Stipa ichu qui caractérisent la puna.